# البحيرات الإصبعية

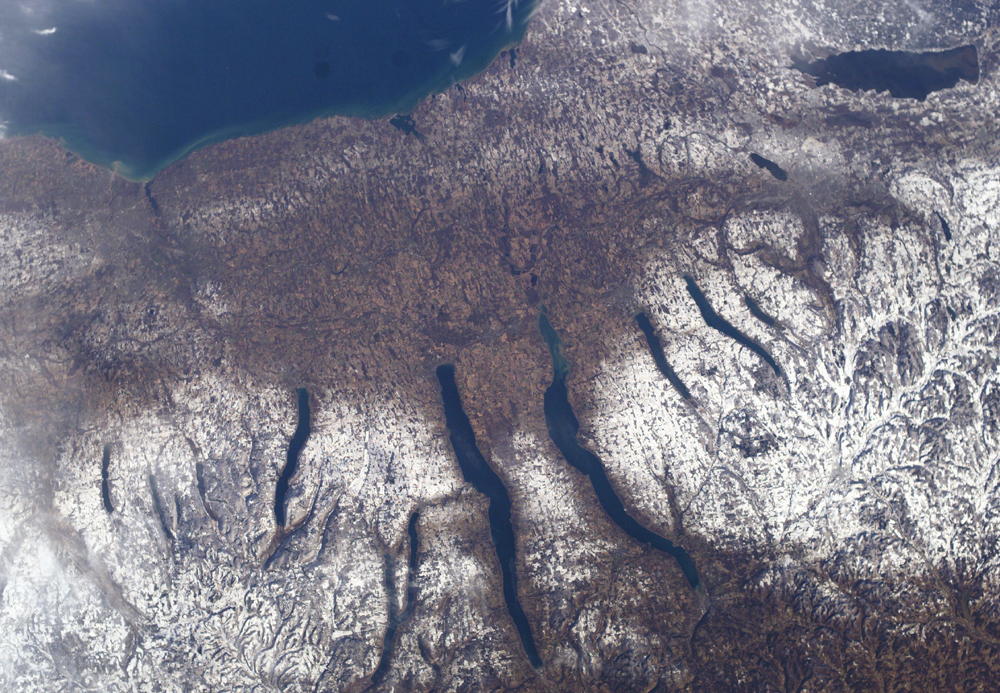
البحيرات الإصبَعية.

البحيرات الإصبَعية هي مجموعة من البحيرات الطويلة الضيِّقة، ذات الشكل الإصبعيّ. يبلغ عددها إحدى عشرة بحيرة، وتقع في الجزء الغربي من وسط ولاية نيويورك الأميركية.